# کلارنس کلمونس
کلارنس کلمونس (انگلیسی: Clarence Clemons؛ زاده ۱۱ ژانویهٔ ۱۹۴۲ درگذشته ۱۸ ژوئن ۲۰۱۱) یک موسیقی‌دان اهل ایالات متحده آمریکا بود. وی بین سال‌های ۱۹۶۱ تا ۲۰۱۱ میلادی فعالیت می‌کرد.
از فیلم‌ها یا برنامه‌های تلویزیونی که وی در آن نقش داشته است می‌توان به نیویورک، نیویورک اشاره کرد.